# Đào Duy Khánh
Đào Duy Khánh (sinh ngày 30 tháng 1 năm 1994) là một cầu thủ bóng đá người Việt Nam hiện thi đấu ở vị trí hậu vệ cho câu lạc bộ Hải Phòng tại V.League 1.

## Danh hiệu

### Câu lạc bộ
Hà Nội
- V.League 1

 Vô địch: 2016, 2018
 Á quân: 2014, 2015
- Siêu cúp việt nam

 Á quân: 2015, 2016
- Cúp Quốc gia Việt Nam

 Á quân: 2015, 2016
- Cúp AFC  :

Tứ kết: Cúp AFC 2014